# Cephalodasys palavensis
Cephalodasys palavensis är en djurart som tillhör fylumet bukhårsdjur, och som beskrevs av Antoinette Fize 1963. Cephalodasys palavensis ingår i släktet Cephalodasys och familjen Lepidodasyidae. Inga underarter finns listade i Catalogue of Life.